# Neelie Kroes

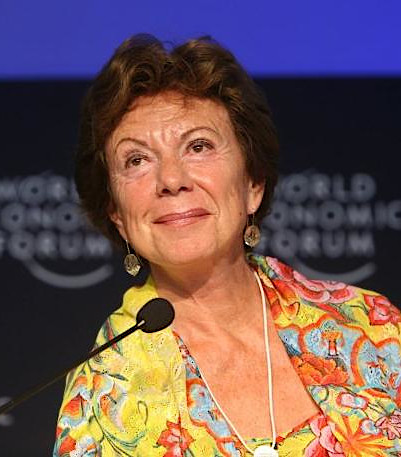
Neelie Kroes (2007)

Neelie Kroes, född 19 juli 1941 i Rotterdam, är en nederländsk politiker som var EU-kommissionär 2004-2014.  
Kroes avlade en master of science i nationalekonomi vid Erasmus Universiteit Rotterdam 1965. Hon är medlem i det liberala partiet Folkpartiet för Frihet och Demokrati och representerade partiet i Generalstaternas (parlamentet) andra kammare 1971–1977. Hon var statssekreterare 1977–1981 och transport- och infrastrukturminister 1982–1989 i Ruud Lubbers regering. Som minister var hon ansvarig för privatiseringen av post- och telesektorn. 
Därefter arbetade hon framför allt i det privata näringslivet tills hon 2004 blev utnämnd till EU-kommissionär med ansvar för konkurrensfrågor i Kommissionen Barroso I. Konkurrenskommissionären är en av de mer inflytelserika kommissionärerna, med makt att påverka internationella företag och Kroes utnämning fick kritik på grund av hennes kopplingar till multinationella storföretag. Kroes har senare uppmärksammats som ansvarig för EU-kommissionens stämning mot Microsoft på över 777 miljoner euro. Kroes var vice ordförande i Kommissionen Barroso II, med ansvarar för digital dagordning.

## Fotnoter
1. ↑  läs online, www.forbes.com  .[källa från Wikidata]
2. ↑  Davos 2014 deltagarlista, läs online.[källa från Wikidata]
3. ↑  Gemeinsame Normdatei, läst: 12 december 2014.[källa från Wikidata]
4. 1 2 3 4 5  läs online, www.parlement.com .[källa från Wikidata]
5. 1 2  läs online, netherlands.inspiringfifty.org .[källa från Wikidata]
6. ↑  läs online, www.ifw-kiel.de .[källa från Wikidata]
7. ↑  läs online, www.ifw-kiel.de .[källa från Wikidata]
8. ↑  läs online, Internet Archive .[källa från Wikidata]
9. ↑  läs online, netherlands.inspiringfifty.org .[källa från Wikidata]
10. ↑  läs online, netherlands.inspiringfifty.org .[källa från Wikidata]